# 2938 Hopi
A 2938 Hopi (ideiglenes jelöléssel 1980 LB) a Naprendszer kisbolygóövében található aszteroida. Edward Bowell fedezte fel 1980. június 14-én.